# 一木美名子
一木 美名子（いちき みなこ、1970年6月22日 - ）は、日本の女性声優。大沢事務所所属。東京都出身。

## 出演

### テレビアニメ
1998年
- serial experiments lain（手）

2000年
- GREGORY HORROR SHOW（キャサリン）
- NieA_7（豆腐屋のおばさん、まゆ子の母）

2001年
- HELLSING（女グール）

2003年
- 犬夜叉（妻）
- キノの旅 -the Beautiful World-（町の人B）
- クロノクルセイド（孫）

2004年
- ローゼンメイデン（主婦）

2005年
- BLOOD+（ブレッド）

2006年
- ARIA The NATURAL（茜の母）
- ゴーストハント（吉見裕恵）
- スクールランブル 二学期（美琴の母）

2007年
- DARKER THAN BLACK -黒の契約者-（教師）
- 地球へ…（ブラウ航海長）
- ぼくらの（校長先生）
- Myself ; Yourself（校長）

### 劇場アニメ
- あした元気にな〜れ! 半分のさつまいも（2005年、農家の主婦）
- クレヨンしんちゃん ガチンコ!逆襲のロボとーちゃん（2014年、小女鹿蘭々）

### OVA
- HELLSING（2006年、北春日部老人会）

### ゲーム
1999年
- シェンムー 一章 横須賀（桜木夏美）

2001年
- シェンムー II

2005年
- キノの旅II -the Beautiful World-（キノの母親）
- 義経英雄伝

2007年
- オーディンスフィア

2008年
- レイトン教授と最後の時間旅行

### 吹き替え

#### 映画
- 2012
- 愛してる、愛してない...
- サハラ 死の砂漠を脱出せよ
- 007 カジノ・ロワイヤル（オーシャンクラブの受付嬢〈クリスティーナ・コール〉）※ソフト版
- 名もなきアフリカの地で
- ブルドッグ
- ミセス・ハリス、パリへ行く（コルベール夫人〈イザベル・ユペール〉[3]）
- ユナイテッド93 ※テレビ東京版
- ワールド・トレード・センター
- ワンナイト・イン・モンコック

#### ドラマ
- ER XII 緊急救命室 #1（ジュディ〈クリステン・フィッツジェラルド〉）、#17（受付〈キャロル・ヒッキー〉）
- ER XIV 緊急救命室 #12（ヨランダ〈ロレイン・トゥーサント〉）
- ヴェロニカ・マーズ
- Lの世界
- ギルモア・ガールズ（バベット）
- グッド・ワイフ
- ジェリコ 閉ざされた街（ダーシー・ホーキンス〈エイプリル・D・パーカー〉）
- トーチウッド 人類不滅の日（ヴェラ・フアレス）
- プリズン・ブレイク
- ミス・マープル5 チムニーズ館の秘密（トレドウェル）
- 名探偵モンク4 #6

#### アニメ
- トムとジェリー テイルズ
- ビー・ムービー
- マウス・タウン ロディとリタの大冒険

#### テレビ番組
- プロジェクト・ランウェイ（カーラ）

### 舞台
- ハムレットのための特別席
- 黒いスーツのサンタクロース
- グッドバイ
- 愛をあたえることに疲れた天使と愛を奪うことに疲れた魔女の物語
- 大きな銀杏の樹の下の小さな泉
- ガラスの椅子
- 仮面狂詩曲
- 病は気から
- ベニスの商人
- 四人姉妹
- 嘘つきジェントルマン
- タルチュフ
- ムーンライトセレナーデ
- 僕と真夜中の僕
- 道化師の森
- ルームメイト

### テレビドラマ
- 金曜プレステージ・探偵倶楽部

### CM
- 資生堂「TSUBAKI」
- 日本ヒューレット・パッカード「Pavilion Notebook PC」